# San Pedrito de López
San Pedrito de López är en ort i Mexiko.   Den ligger i kommunen Romita och delstaten Guanajuato, i den centrala delen av landet, 300 km nordväst om huvudstaden Mexico City. San Pedrito de López ligger 1 773 meter över havet och antalet invånare är 331.
Terrängen runt San Pedrito de López är en högslätt, och sluttar söderut. Runt San Pedrito de López är det ganska tätbefolkat, med 124 invånare per kvadratkilometer. Närmaste större samhälle är Silao, 16,7 km nordost om San Pedrito de López. Omgivningarna runt San Pedrito de López är en mosaik av jordbruksmark och naturlig växtlighet.